# Sepik (volk)

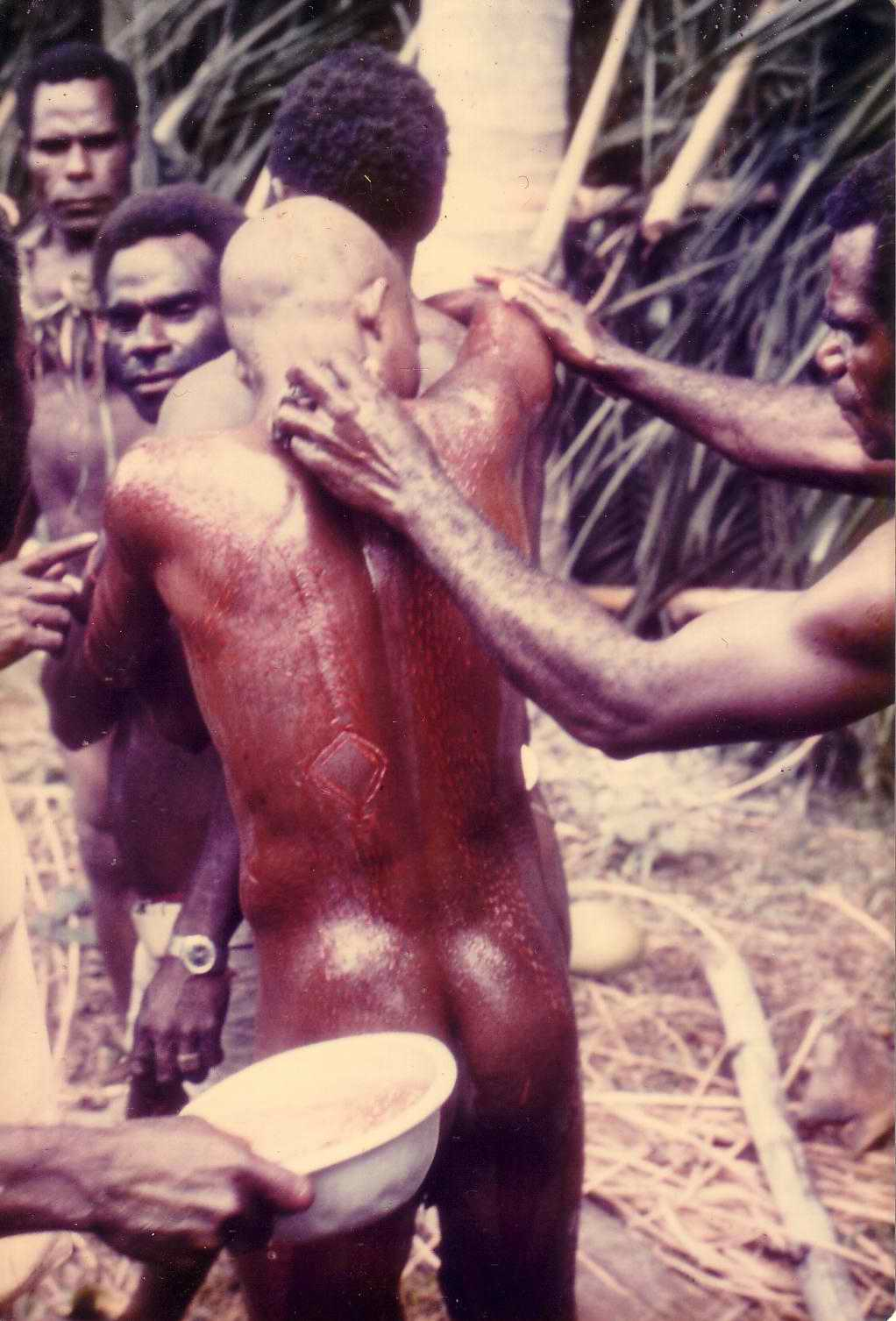
Sepik-Krokodilceremonie, een jonge man wordt op zijn rug gesneden zodat hij een krokodillenhuid krijgt

De Sepik is een volk dat langs de gelijknamige rivier in Papoea-Nieuw-Guinea woont. De volkeren die de naam Sepik dragen vormen de belangrijkste culturen van heel Papoea-Nieuw-Guinea. De Sepik zijn verschillende groepen van jagers en verzamelaars en houtbewerkers. Er worden meer dan 250 verschillende talen gesproken en het leven van de Sepik speelt zich hoofdzakelijk af om en in de rivier.

## Cultuur
Van oorsprong speelde koppensnellen en kannibalisme een belangrijke rol in het leven van de Sepik. Het koppensnellen zelf werd als een vorm van volwassen worden gezien. Kannibalisme komt recentelijk niet meer voor, maar volgens de oudere generatie werd een hoofd dat buit gemaakt werd door het te koken ontdaan van het vlees en vervolgens beschilderd en opgehangen in het mannenhuis als versiering. Menselijk vlees smaakt volgens hen een beetje naar kip. Het mannenhuis is de plek waar belangrijke beslissingen worden genomen en de plek waar de watergeest, de krokodil, wordt vereerd. Jonge mannen worden in extreem pijnlijke ceremonies in hun rug gesneden, zodat deze op een krokodillenhuid lijkt. Dit is een symbool van kracht en macht. Het voedsel van de Sepik bestaat uit vis, yam, sago en dieren uit het woud. 
Qua kledij dragen ze niet veel. Ze zijn meestal naakt. Kleren dragen ze vooral voor speciale evenementen. Deze evenementen zijn er om de watergeest te vereren. Bij zulke gebeurtenissen draagt het volk ook vaak schmink. De kleding en de schmink zijn in 3 specifieke kleuren: geel, rood en wit. Om dit in z'n geheel mooier te maken voegen ze zwarte strepen toe.

## Kunst

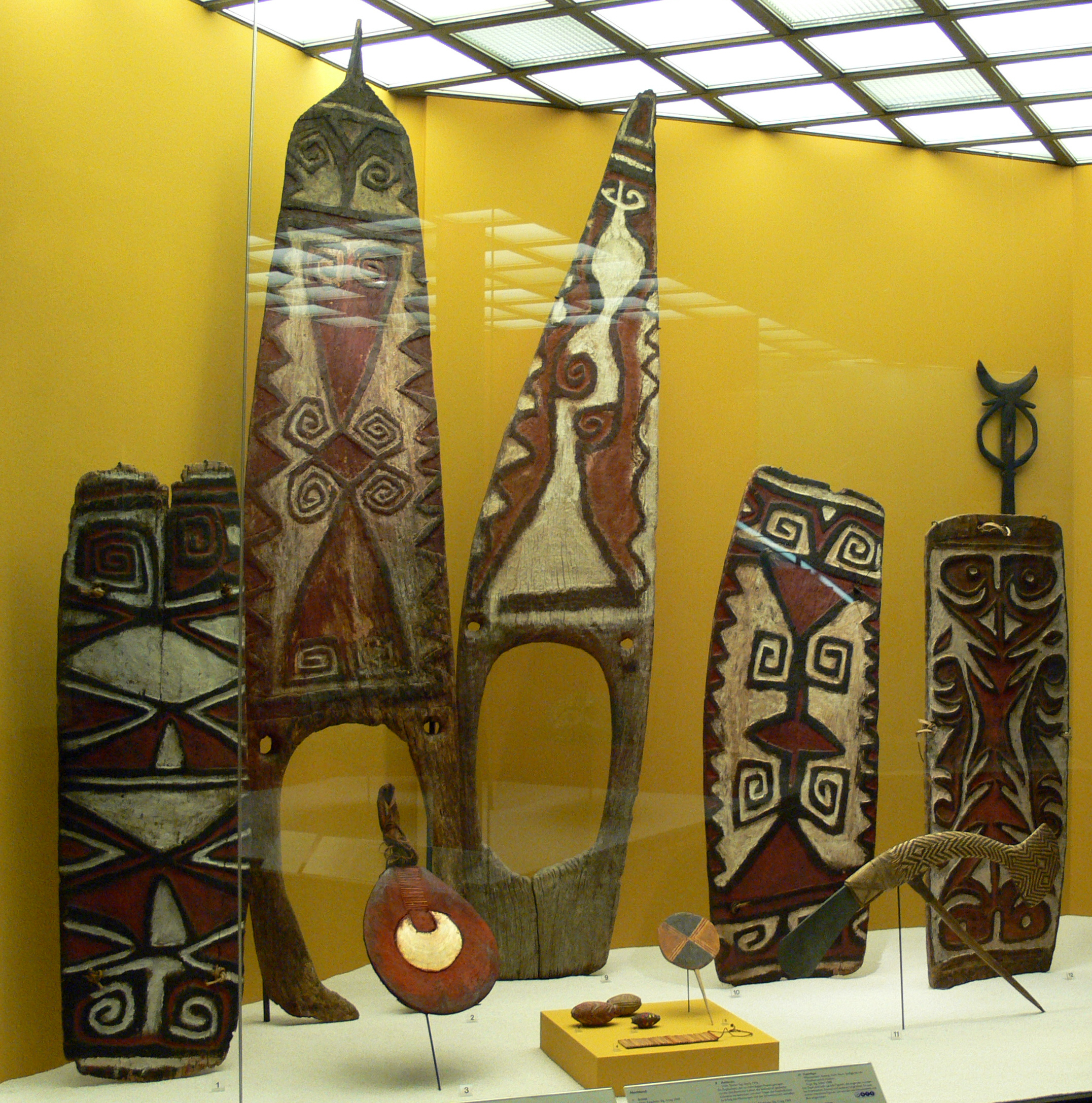
Sepik-schilden

De Sepik staan vooral bekend om hun houtsnijwerken. Schilden, maskers, voorouderbeelden, kanostevens en trommels. Deze kunstvoorwerpen worden bewaard in het mannenhuis. Het mannenhuis is een enorme constructie van 18 meter hoog en 24 meter breed. Het gebouw bestaat uit twee verdiepingen, op de begane grond debatteren de verschillende clans met elkaar, op de bovenste verdieping worden de heilige voorwerpen bewaard. Het huis is opgedeeld in verschillende clan-gebieden, elk met een eigen haard, trommel en krukjes. Het huis zelf is volledig versierd met maskers en houtsnijwerken die aan de oervrouw refereren.
De antropomorfe voorouderbeelden hebben een snavelachtige neus en schuine, uitstekende ogen. Deze zijn versierd met rijen van krokodillentanden, die de aarde en hemel symboliseren. Schilden zijn versierd met een hakenmotief, afgeleid van de neushoornvogel. Opvallend zijn de felle kleuren van de schilden. Rood, geel en wit. Waarbij rood staat voor voorouders.Geel staat voor mannelijk broederschap en wit staat voor voedsel, voorspoed en overvloed. Houtsnijwerken op de huizen zijn meestal versierd met gestileerde antropomorfe of zoömorfe figuren die refereren aan yamvieringen.